# ناحیه ابوالحسن
ناحیه ابو الحسن (به عربی: دائرة أبو الحسن) در الجزایر است که در استان الشلف واقع شده‌است.